# 怀化芷江机场
怀化芷江机场位於湖南省怀化市芷江侗族自治县，建于1936年，原计划建设在今安江镇大沙坪社区，后改往芷江再次建设。为当时飞虎队美國第十四航空隊支援中国抗战的一个重要基地。有“远东第二大机场” 之称。1945年举行“芷江受降会议”，國軍參謀長蕭毅肅、中國戰區美軍作戰司令部參謀長柏德諾接受日本投降。2003年1月动工对机场进行改扩建，建设为民用机场，机场建设标准为4C级。2005年12月19日正式复航。

## 航空公司與航點
2018夏秋航季
| 航空公司           | 目的地           |
| ------------------ | ---------------- |
| 中國聯合航空（KN） | 北京/大興        |
| 深圳航空（ZH）     | 泉州             |
| 华夏航空（G5）     | 重庆、福州       |
| 天津航空（GS）     | 海口、西安       |
| 北部湾航空（GX）   | 青島、濟南、南宁 |
| 春秋航空（9C）     | 上海/虹桥、昆明  |
| 长安航空（9H）     | 三亚、西安       |
| 东海航空（DZ）     | 天津、深圳       |